# Stacyville (Maine)
Stacyville és una població dels Estats Units a l'estat de Maine (EUA). Segons el cens del 2000 tenia 405 habitants.

## Geografia
Segons el United States Census Bureau, la ciutat té una superfície total de 3,954 milles quadrades (10,240.81 km2), dels quals, 3,953 milles quadrades (10,238.22 km2) de és terra i 001 milla quadrada (2.59 km2) és aigua.

## Demografia
Segons el cens del 2000, Stacyville tenia 405 habitants, 162 habitatges, i 115 famílies. La densitat de població era de 3,9 habitants/km².
Dels 162 habitatges en un 31,5% hi vivien nens de menys de 18 anys, en un 62,3% hi vivien parelles casades, en un 5,6% dones solteres, i en un 28,4% no eren unitats familiars. En el 22,2% dels habitatges hi vivien persones soles el 8% de les quals corresponia a persones de 65 anys o més que vivien soles. El nombre mitjà de persones vivint en cada habitatge era de 2,5 i el nombre mitjà de persones que vivien en cada família era de 2,9.
Per edats la població es repartia de la següent manera: un 25,7% tenia menys de 18 anys, un 5,9% entre 18 i 24, un 27,4% entre 25 i 44, un 24% de 45 a 60 i un 17% 65 anys o més.
L'edat mediana era de 41 anys. Per cada 100 dones de 18 o més anys hi havia 95,5 homes.
La renda mediana per habitatge era de 26.667 $ i la renda mediana per família de 30.982 $. Els homes tenien una renda mediana de 30.972 $ mentre que les dones 15.417 $. La renda per capita de la població era d'11.951 $. Entorn del 12,8% de les famílies i el 17,7% de la població estaven per davall del llindar de pobresa.